# Agnia Bogoslava
Agnia Bogoslava (n. 7 octombrie 1916 - d. 16 noiembrie 2009) a fost o actriță evreică, originară din România, care a slujit deopotrivă teatrul românesc și teatrul evreiesc. Din anul 1968 a trăit în Israel.

## Biografie
S-a născut în Siberia, într-o familie de burghezi evrei deportați, care au ajuns ulterior în România. Mama era actriță, unchiul bijutier, dar și complice la diverse afaceri necurate, cu unele relații în lumea interlopă.
Agnia Bogoslava s-a făcut remarcată atât ca interpretă de teatru, cât și pentru vocea ei, fiind o cântăreață apreciată. La 18 ani și jumătate, cu toate că Agnia Bogoslava era îndrăgostită deja de pictorul Jules Perahim – „primul meu amor“, cum îl numește ea în cartea sa de amintiri – pe care-l cunoscuse într-un cerc de artiști suprarealiști, Agnia s-a căsătorit cu Mihai Zirra, care în anii '37-'38 era crainic la Radio. În vremea când au venit legionarii la putere, Agnia Bogoslava a fost alungată de la Teatrul „Comedia“, iar Mihai Zirra a divorțat de ea. În perioada 1940-1941 a jucat la teatrul Barașeum, devenit un refugiu pentru actorii evrei. După destrămarea căsniciei cu al doilea soț al său, Sandu Eliad, regizor la Teatrul Evreiesc, a urmat căsătoria cu Jules Perahim, care a revenit în România ca ofițer sovietic. A avut câte un copil cu fiecare dintre ei.
La 31 decembrie 1968, Agnia a părăsit România și s-a stabilit în Israel, unde a interpretat roluri în limba ebraică, încă înainte de a stăpâni această limbă (în Soția evreică de Bertolt Brecht).

## Distincții
Cu prilejul aniversării a 60 de ani de la deschiderea Teatrului Evreiesc Barașeum în București, la propunerea ministrului culturii și cultelor, președintele României Ion Iliescu a conferit Agniei Bogoslava Ordinul național Steaua României în grad de Cavaler, pentru îndelungata și fructuoasa sa activitate ca eminentă actriță a scenei românești.

## Memorii
Jurnalistul, cronicarul și istoricul cinematografic Costel Safirman, din Israel, cândva redactor la Editura Meridiane din București, a consemnat amintirile dictate de Agnia Bogoslava, rezultând cartea de memorii Și s-au dus ca vântul, apărută în 2006 la Editura Libra.
În carte își amintește de viața la patru ani în Chișinău, de mama Lunia, care cânta la restaurantul "La trei pești" de pe Dudești, de adolescența petrecută în fabrică, dar mai ales începuturile artistice, la 16 ani, în opereta "Surica, doctoreasa iscusită", de perioada de la Majestic și Alhambra-Excelsior (unde a fost remarcată de Ion Vasilescu, care pus-o să cânte "Glasul roților de tren". Îi rememorează și pe bărbații care i-au marcat destinul - pe Mihai Zirra, Sandu Eliad și Puiu Perahim, dar și evenimente dramatice, ca nașterea sub bombardament, arestarea din 1942, cutremurul din 1938, rebeliunea legionară.
Rememorarea de către Agnia Bogoslava a momentului din 1942 în care a fost arestată are nuanțe de umor tragic. Cei doi agenți veniți la ora 3 noaptea să o aresteze sunt invitați la o bere și la o gustare. Apoi, împreună cu aceștia, Agnia Bogoslava și Sandu Eliad merg la niște colegi să-i anunțe că nu pot veni a doua zi la premieră: "Într-un târziu a răspuns cineva. - Cine-i acolo? - Agnia, zic. Era Tina Bereșteanu, nevasta lui Bereșteanu, cea care a deschis. - Noi suntem arestați. Domnul e un agent. Ne ducem în Transnistria. Mâine nu venim la premieră".
Deoarece sub regimul Antonescu risca deportarea, Ion Iancovescu și Maria Tănase au intervenit pentru salvarea ei.

## Scrieri
- Și s-au dus ca vântul, Editura Fundația Culturală Libra, 2006, ISBN 973-8327-97-0

## Roluri în teatru
Teatrul de Comedie, București
- Mi se pare romantic (de Radu Cosașu), rolul Doamna Gigea, 18.10.1961
- Nuntă la castel (de András Sütő), rolul Sofia, 24.04.1962
- Insula (de Mihail Sebastian), rolul Proprietăreasa, 25.01.1966
- Somnoroasa aventură (de Teodor Mazilu), rolul Mătușa Cleo, 20.10.1964

## Filme
- Asul așilor (1982)
- Es begann im September (serial TV, 6 episoade, iunie 84 -august 84)

## In memoriam
- Barașeum, film realizat de Radu Gabrea „în memoria regretatei actrițe Agnia Bogoslava”.[10]